# Cara Gee
Cara Gee (Calgary, 17 novembre 1983) è un'attrice canadese.

## Biografia
Nasce a Calgary, ma cresce ad Aurora ed è una Ojibway.

### Carriera
Inizialmente Cara Gee si fa conoscere come attrice teatrale a Toronto, in Ontario, recitando in spettacoli come The Penelopiad di Margaret Atwood, Arigato, Tokyo di Daniel MacIvor, The Rez Sisters di Tomson Highway, Stitch di Cliff Cardinal, 36 Little Plays About Hopeless Girls di Aurora Stewart de Peña e Tout comme elle di Louise Dupré.
Cara fa il suo debutto nel cinema con il film Empire of Dirt, per il quale è stata candidata ai Canadian Screen Awards. Per questo ruolo, ha poi vinto il premio speciale della giuria al Toronto International Film Festival del 2013 e il premio come miglior attrice all'American Indian Film Festival. Al TIFF del 2013, viene anche nominata come una delle stelle nascenti del festival.
Gee lavora anche in televisione, recitando come guest star, nelle serie televisive King e Republic of Doyle. Nel 2014 ottiene un ruolo principale nella serie Strange Empire di CBC Television, recitando nell'unica stagione prima della cancellazione della serie.
Nel 2016 Gee è protagonista della webserie Inhuman Condition, trasmessa sul canale YouTube KindaTV, mentre dal 2017 interpreta Camina Drummer nella serie Syfy e poi Amazon Studios The Expanse.

### Vita privata
Cara Gee ha sposato l'attore Richard de Klerk nel 2019.

## Filmografia

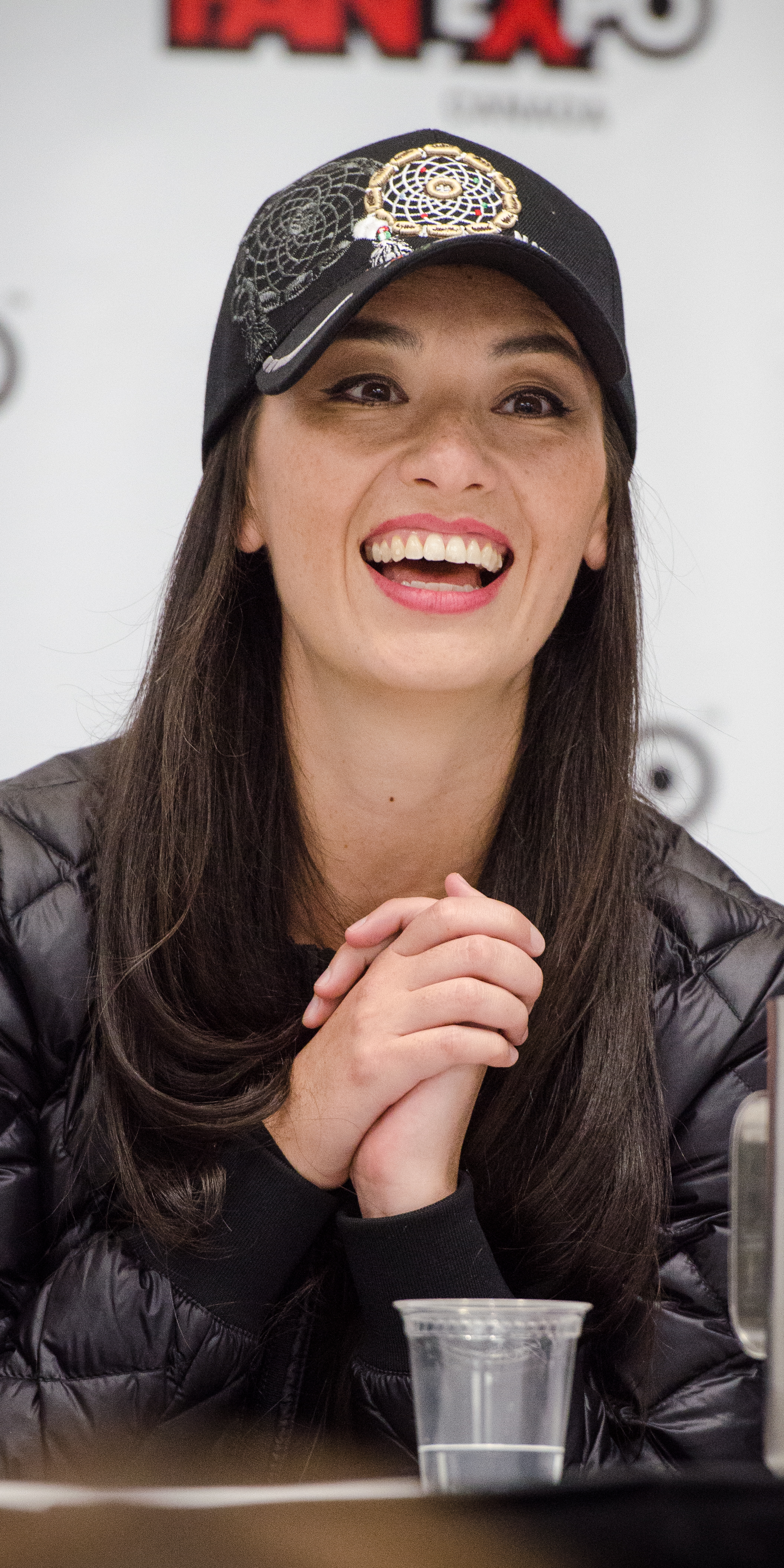
Cara Gee nel 2017

### Cinema
- Gingerlip Kids, regia di Ben Young Hart – cortometraggio (2010)
- Empire of Dirt, regia di Peter Stebbings (2013)
- The Cycle of Broken Grace, regia di Peter Tufford Kennedy – cortometraggio (2013)
- We Think it Belongs In The Sea, regia di Suzette McCanny – cortometraggio (2015)
- Anne Darling, regia di Norman Yeung – cortometraggio (2016)
- Sundowners, regia di Pavan Moondi (2017)
- We Forgot to Break Up, regia di Chandler Levack – cortometraggio (2017)
- The Carmilla Movie, regia di Spencer Maybee (2017)
- Birdland, regia di Peter Lynch (2018)
- Trouble in the Garden, regia di Roz Owen (2018)
- Red Rover, regia di Shane Belcourt (2018)
- Home in Time, regia di Patrick Hagarty – cortometraggio (2019)
- Bitter Smoke, regia di Alexandre Trudeau – cortometraggio (2019)
- EXT, regia di Adrian Bobb – cortometraggio (2019)
- It's Nothing, regia di Anna Maguire – cortometraggio (2019)
- Lone Wolf Survival Kit, regia di Charles Ehrlinger (2020)
- Il richiamo della foresta (The Call of the Wild), regia di Chris Sanders (2020)
- Bones of Crows, regia di Marie Clements (2022)
- Levels, regia di Adam Stern (2024)

### Televisione
- King – serie TV, episodio 2x10 (2012)
- Republic of Doyle – serie TV, episodio 5x10 (2012)
- Darknet – miniserie TV, puntata 1x4 (2014)
- Strange Empire – serie TV, 13 episodi (2014)
- Inhuman Condition – webserie, 11 webisodi (2016)
- The Expanse – serie TV, 34 episodi (2017-2022)
- The Neddeaus of Duqesne Island – webserie, webisodio 1x10 (2017)
- Letterkenny – serie TV, episodio 4x3 (2017)
- Wynter, regia di Tyson Caron – film TV (2018)
- Sweet Tooth – serie TV, 8 episodi (2024)

## Riconoscimenti
- Canadian Screen Awards
  - 2013 – Candidatura per la miglior attrice per Empire of Dirt[13]

- Toronto International Film Festival
  - 2013 – Premio speciale della giuria per Empire of Dirt con Jennifer Podemski e Shay Eyre
  - 2013 – Astro nascente con Évelyne Brochu, Megan Park e Johnathan Sousa[14]

- American Indian Film Festival
  - 2013 – Miglior attrice per Empire of Dirt

## Doppiatrici italiane
Nelle versioni in italiano delle opere in cui ha recitato, Cara Gee è stata doppiata da:
- Rossella Acerbo in The Expanse
- Selvaggia Quattrini in Il richiamo della foresta
- Paola Majano in Sweet Tooth